# KBS第3ラジオ
KBS第3ラジオ(呼出符号：HLKC、別名：愛の声放送)は、韓国の放送局である韓国放送公社（KBS）が運営・放送するラジオ放送。

## 概要
障がい者や高齢者向けの福祉情報、政策、その他生活情報を放送している。1980年末、言論統廃合で東洋放送を吸収して運営された同名の放送とは無関係である。1995年12月20日、KBS第1ラジオ標準FM放送の副音声(SCA)として放送を開始し、2000年1月1日にKBS第2ラジオのAM周波数の一部を編入してAMラジオ放送網を構築し、KBS第3ラジオに局名を変更した。
放送されている番組のうち、「明日は青い空（내일은 푸른하늘）」は2000年1月1日の開局と同時にKBS第1ラジオから引き継いだ番組であり、「小説劇場（소설극장）」はこの放送の前身であるKBS第1ラジオの副音声で放送された番組であり、現在まで続いている。

## 特徴
1995年12月20日に開局した。CMは送出されない。KBS第3ラジオは、KBS第1ラジオ、KBS第1FM及びKBS韓民族放送、KBSワールドラジオとEBS FM、TBN FMと共にCMの送出がされないのが特徴である。
障がい者向けラジオ放送は1993年5月から開設が検討され、KBSと西江大学校が参加した。一般人公募を通じて「愛の声放送」という名前が確定し、1995年12月20日にKBS第1ラジオ標準FM放送の副音声(SCA）で放送を開始したが、聴取するには別途SCA対応受信機を必要とした。 このためKBSは別途の募金を通じて専用受信機を無償で普及する計画を立てた。
2000年には既存のKBS第2ラジオのAMラジオ放送のうち、首都圏603kHzと大邱・慶尚北道圏558kHzを除くすべてのAM周波数を編入し、2000年1月1日から局名をKBS第3ラジオと変更し、AMラジオ放送を開始した。
2010年1月1日には、ソウル首都圏地域のAM周波数を639kHzから1134kHzに変更し、 同年4月20日からはFM 104.9MHzで首都圏地域の標準FM放送を開局した。ただし、首都圏で放送する標準FMとしては珍しくモノラル送出、空中線電力2kWで認可された。

## 周波数
- 本社から送出されるAM 1134kHz(華城送信所)は、日本の東京の文化放送と同一周波数の他、対北放送である自由コリア放送の周波数(1143kHz)と隣接しているため、夜間は二つの放送が混信することがある。日本でも地理的に朝鮮半島に近い九州地方や山陰地方では、KBS第3ラジオと文化放送が混信しながら受信されることがある。
- ローカル局の独自番組はなく、すべての番組がソウル本局からの中継となっている。

| 局名                       | 呼出符号 | 送信所        | 周波数      | 空中線電力 |
| -------------------------- | -------- | ------------- | ----------- | ---------- |
| KBS 第3ラジオ (愛の声放送) | HLKC     | 화성 송신소   | AM 1134kHz  | 500kW      |
| KBS 第3ラジオ (愛の声放送) | HLKC-SFM | 관악산 송신소 | FM 104.9MHz | 2kW        |
| KBS順天                    | HLKC     | 순천 송신소   | AM 576kHz   | 10kW       |
| KBS全州                    | HLKC     | 대야 송신소   | AM 675kHz   | 10kW       |
| KBS昌原                    | HLKC     | 가포 송신소   | AM 936kHz   | 10kW       |